# Кефаллинос, Яннис
Я́ннис Кефаллино́с (греч. Γιάννης Κεφαλληνός, фр. Jean Kefalinos; 12 июля 1894, Александрия — 27 февраля 1957, Афины) — греческий художник и гравёр XX века. Один из самых видных гравёров и иллюстраторов книг современной Греции.

## Биография
Родился в 1894 году в греческой общине Александрии. Его родители были состоятельными людьми и корнями происходили с греческих островов Закинф и Хиос. Яннис Кефаллинос получил начальное образование в Александрии и был послан семьёй в 1912 году учиться на инженера в Гент в Бельгию. Несмотря на свои способности в математике и наставления родителей, Яннис Кефаллинос принял решение оставить свою учёбу в Генте и отправился учиться в Париж изучать историю искусства и живописи. Поступил в парижскую Школу изящных искусств.
В 1914 году, спасаясь от Первой мировой войны, он прервал учёбу и вернулся в Александрию. Яннис Кефаллинос оставался пацифистом и после вступления Греции в войну, как впрочем и в последовавшем в 1919 году малоазийском походе греческой армии.
В Александрии он сошёлся с греческими литературными кругами города и опубликовал ряд эссе о искусстве. В этот период он создал свои первые гравюры для сатирического журнала Маска (1918).
После окончания Первой мировой войны он вернулся в Париж в 1919 году и продолжил учёбу в «Школе» у гравеёра Габриэля Белло (фр. Gabriel Bellot). Завершив учёбу, Яннис Кефаллинос оставался во Франции на протяжении десяти лет, где продолжал заниматься гравюрой и иллюстрацией книг. Одновременно он поддерживал дружеские отношения с греческими поэтами Сикелианосом, Кавафисом, Варналисом и др.
В 1922 году Кефаллинос иллюстрировал книгу писателя Жозефа Ривьера (фр. Joseph Rivière) Mer océane и, двумя годами позже, он иллюстрировал книгу Анатоля Франса «На белом камне» (Sur la pierre blanche).
В 1924 году художник женился и поселился в Cinq — Mars la Pile, где купил усадьбу с садом. Здесь он прожил в течение шести лет и стал известен во Франции под именем Jean Kefalinos.
Греческая публика впервые узнала о Яннисе Кефаллиносе из посвящения, опубликованном Костасом Варналисом в журнале «Филики Этерия» в 1925 году.
Особое внимание и оценку его деятельности Янниса Кефаллиноса сделал известный греческий скульптор Константинос Димитриадис, который уже был известным скульптором и работал в Париже. Константинос Димитриадис оставил Францию после приглашения греческого премьер-министра Венизелоса возглавить переживавшую период застоя Афинскую школу изящных искусств.

## В Греции
В 1930 году Константинос Димитриадис пригласил Янниса Кефаллиноса возглавить кафедру гравюры в Афинской «Школе». В этом же году Яннис Кефаллинос оставил свою устоявшуюся жизнь и карьеру во Франции и обосновался в Афинах. В 1931 году он возглавил «Мастерскую гравюры» в Афинской школе изящных искусств.
Греческая действительность не оставляла Яннису Кефаллиносу много времени для собственной творческой работы. Однако художник всегда находил для неё время. Особенно это касается периода его восьмимесячного пребывания на острове Миконос, где он выполнил большой ряд ксилографий. Искусство гравюры и её преподавание, также как искусство иллюстрации книг в то время были почти неизвестны в стране. Яннис Паппас, который был учеником и сотрудником Янниса Кефаллиноса, считает, что Яннис Кефаллинос был не только организатором «Мастерской гравюры», но и создателем гравюры в Греции, получившей блестящее развитие и международное признание через его учеников.
Искусствоведы причисляют Янниса Кефаллиноса к небольшой группе греческих художников, куда входят Димитрис Галанис, Ангелос Теодоропулос, Ликургос Когевинас и Георгиос Икономидис, которые принесли в Грецию дух экспрессионизма. Если некоторые искусствоведы считают Галаниса пионером гравюры в Греции, то другие считают, что Яннис Кефаллинос создал первое поколение греческих гравёров и сформировал греческое лицо гравюры. В «Мастерской» Янниса Кефаллиноса, которая стала творческим и демократическим оазисом в тяжёлые времена политической нестабильности и диктатуры генерала Метаксаса, учились греческие гравёры Васо Катраки, Костас Грамматопулос, Тасос, Яннис Моралис, Георгиос Варламос, Тилемахос Кантос и многие другие.

## Вторая мировая война
Яннис Кефаллинос был убеждённым пацифистом. Но после начала греко-итальянской войны 1940 года он мобилизовал свою «Мастерскую» и учеников для выпуска афиш патриотического и пропагандистского содержания. Эти афиши получили всенародную известность и внесли свой вклад в греческую победу, ставшую первой победой стран антифашистской коалиции.
В тяжёлые годы тройной, германо-итало-болгарской, оккупации Греции, Кефаллинос оставался в Афинах. В эти годы его «Мастерская» и ученики стали авторами патриотических работ для Национального Сопротивления. В 1942 году он был арестован оккупационными властями и заключён в тюрьму по причине того, что три его ксилографии, посвящённые страшному голоду зимы 1941—1942 годов, унёсшему только в Афинах жизни 250 тысяч человек, демонстрировали «пораженчество и коммунистическую деятельность».
После освобождения Греции в октябре 1944 года Панделис Превелакис поручил художнику иллюстрировать «Аскетику» Никоса Казандзакиса. Через несколько дней в декабре 1944 года начались бои между городскими отрядами Народно-освободительной армии Греции и высадившимися в Греции британскими войсками. В разгар боёв на улицах Афин Яннс Кефаллинос продолжал работать над книгой, уединившись в своём доме.
Позицию, занятую художником в этот период, выражало изречение древнего баснописца Бабриоса, которое Яннис Кефаллинос сделал своим символом: «ΦΑΙΝΕ ΚΑΙ ΣΙΓΑ» (показывайся и молчи). В декабре 1945 года он издал своё сочинение «Аскетика», которая имела 80 страниц и малый размер (13х19 см). Текст в книге был набран в двух колонках. Числа параграфов и начальные заглавные буквы были напечатаны оранжевым цветом и придавали работе вид церковной книги. Строгость текста подчёркивалась тонкой виньеткой и первой буквой, заключённой в украшение согласно тексту: змея (когда-то связанная с яблоком знания), орёл, шелкопряд в трёх его формах, орёл и змея, божественная молния — всё связано арабесками, в полном равновесии изображения и типографического шрифта.

## После войны
В послевоенные годы Яннис Кефаллинос открыто выступал в поддержку Кипра за его независимость от англичан.
Иллюстрировал книги Казандзакиса, Превелакиса, Залокостаса , Сикелианоса.
Для Буколики Феокрита он создал специальный шрифт. В период 1950—1954 Яннис Кефаллинос занялся проектом почтовых марок по заказу Греческой почты. С помощью своих учеников издал альбом Десять белых лекифов из Музея Афин (1956).
С 1954 года и до самой своей смерти в 1957 году Яннис Кефаллинос был ректором Афинской школы изящных искусств.

## Работы
Первые работы Кефаллиноса отличались реализмом. Позднее описательные элементы стали отходить на второй план и формы стали более абстрактными.
Яннис Кефаллинос, называемый «молчаливым» писателем Превелакис, Пантелис или «Калояннис» (добрый Яннис) родственниками, не заботился о рекламе своего творчества. Его работы были рассеяны в основном по книгам которые он иллюстрировал.
К работам Янниса Кефаллиноса можно добавить также и влияние, которое он оказал на своих учеников. Именно его ученики стали инициаторами выставки-ретроспективы в «Школе изящных искусств» через несколько месяцев после смерти своего учителя.
Сегодня творчество Янниса Кефаллиноса, отмеченное авангардистким динамизмом, стало широко известно не в последнюю очередь благодаря работам искусствоведа Эммануила Касдаглиса.
В 2006 году Национальная художественная галерея (Афины) представила работы Янниса Кефаллиноса на выставке «Париж — Афины 1863 −1940», где выставлялись работы французских художников и работы греческих художников, в той или иной мере связанных с французским изобразительным искусством.
Работы Янниса Кефаллиноса заняли одно из центральных мест в выставке «Греческие граверы 20-го века». Выставка затем была перенесена в столицу Македонии, в город Фессалоники и столицу Пелопоннеса в город Патры.
Работы Янниса Кефаллиноса выставляются в постоянных экспозициях Национальной галереи Греции и других публичных и частных галерей.